# Clima de Asturias
El clima general en Asturias es oceánico, con precipitaciones abundantes repartidas a lo largo del año y temperaturas suaves tanto en invierno como en verano. Debido a lo abrupto de la geografía asturiana hay infinidad de microclimas, aunque se pueden distinguir tres microclimas principales en el Principado: oceánico lluvioso, oceánico interior y de montaña.
Las zonas climáticas distinguibles son:
- la franja climática del litoral, muy influida por el mar;
- otra franja climática en el suroeste del Principado, con un clima más continentalizado;
- la franja central que, aunque oceánica, no está tan influenciada por el mar como la litoral;

## Descripción
Asturias tiene un clima oceánico, lluvioso, ya que recibe la influencia de los vientos dominantes del oeste que traen masas de aire húmedas, ya sean estas polares o tropicales. El efecto barrera que causa la cordillera Cantábrica da a los valores del clima un fuerte gradiente entre el norte y el sur. Los centros de acción que definen el clima asturiano son el frente polar y el anticiclón de las Azores.
Es asimismo un clima de temperaturas suaves, no superando la media del mes más cálido  los 20 °C, con una amplitud térmica reducida (entre 8 y 15 °C). En verano no existen meses de aridez. Las medias de las temperaturas mínimas se dan en invierno. Se da un fuerte gradiente de norte a sur. Las temperaturas más cálidas se dan en la costa entre, Gijón y Villaviciosa (Asturias), unos 19 °C. El resto de litoral tiene unas temperaturas medias anuales en torno a los 13 °C. A partir de aquí el descenso de la temperatura a causa de la altitud es rapidísima (0,5 °C por cada 100 m de elevación): en las cumbres más altas de Somiedo y de los Picos de Europa las temperaturas medias anuales están en torno a los 2 °C, e incluso menores. Con estas características se establece una diferencia muy importante entre el litoral, donde no hay ningún mes de heladas seguras, aunque sí hay dos meses de heladas probables, y las montañas, en las que hay dos, tres, y hasta cuatro meses de heladas seguras. Esto implica que en las cumbres, buena parte de las precipitaciones sean en forma de nieve.
Las precipitaciones son abundantes, siempre por encima de los 800 mm. El máximo se alcanza en invierno y el mínimo en verano, aunque en la costa hay un máximo secundario en primavera. La zona menos lluviosa es la cuenca media-alta del Narcea, especialmente en el entorno de Cangas del Narcea capital. Luego es la costa, desde Villaviciosa hasta Vegadeo (Asturias); y se extiende hasta Oviedo, en la que caen menos de 1000 mm. A medida que se asciende en las montañas el efecto barrera hace que las precipitaciones aumenten rápidamente hasta alcanzar más de 1600 mm anuales en todo el sector montañoso del sur.
Las zonas costeras están sometidas a vientos constantes, que frecuentemente llegan a ser fuertes. Durante los meses de otoño y algunos días en invierno, cuando los vientos soplan de la meseta, del sur, el efecto foehn despliega toda su potencia. Son vientos ya de por sí secos, pero que se resecan aún más al dejar la humedad en la vertiente sur. Tras pasar por las cumbres de la cordillera a más de 1800 metros de altitud, comienza a descender rápidamente y a recalentarse hasta llegar al nivel del mar. Son vientos muy fuertes e inesperados. Este meteoro puede cambiar el tipo de tiempo en cuestión de horas, y pasar de un tiempo nublado y fresco (8 °C) a otro soleado, ventoso y cálido (entre 20-25 °C). Es una situación debida a la circulación de los vientos provocados por las borrascas procedentes del sur.
En toda la región son frecuentes las nieblas matinales en primavera, sobre todo en el fondo de los valles y la costa. En verano es normal que amanezca nublado pero que se vaya despejando a medida que avanza el día, con el aumento de las temperaturas.

### Récords climáticos
Hay que tener en cuenta que la fuente de los datos es la Agencia Estatal de Meteorología (AEMET) y que solo ofrece los datos de Gijón, Oviedo, Mieres y el Aeropuerto de Asturias para el Principado de Asturias. Por ello los datos visualizados aquí corresponden a dichas fuentes, no hay datos oficiales de otros lugares del Principado, al menos públicos. Si bien, por ejemplo, la AEMET cuenta con una estación meteorológica automática en la Urbanización de Valgrande - El Brañillín, en la estación invernal de Valgrande-Pajares a una altitud de 1480 m s. n. m., donde cada invierno es fácil ver registros inferiores a los -16,4 °C, aunque no se disponen series históricas de dicha estación meteorológica.
- Temperatura máxima: 41,5 °C (17 de julio de 2022 en Baiña)
- Temperatura mínima: -16,4 °C (3 de febrero de 1942 en Mieres)
- Precipitación máxima en 24 horas: 149,6 mm (26 de septiembre de 1987 en Gijón)
- Precipitación máxima en un mes: 387,2 mm (octubre de 1992 en el Aeropuerto de Asturias)
- Racha máxima de viento: 190 km/h (noviembre de 1978 en Oviedo)
- Máximo de días de lluvia en un mes: 29 (octubre de 1972 en Gijón)
- Máximo de días de nieve en un mes: 19 (enero de 1967 en Mieres)
- Máximo de días de tormenta en un mes: 11 (julio de 1986 en Oviedo)

Los datos climáticos oficiales aportados anteriormente ayudan a caracterizar el clima asturiano de una forma muy limitada, más bien se centra en una descripción de los rasgos climáticos del centro de la región. Mientras oriente y occidente quedan totalmente desprovistos por estaciones de observación de primer orden siendo aún más grave sobre todo en el caso del occidente cuando en dicha ala de la región se localizan las características micro-climáticas más destacadas de la Comunidad Autónoma,  Ibias y Cangas del Narcea.